# Lebu
Lebu é uma comuna da província de Arauco, localizada na Região de Biobío, Chile. Possui uma área de 561,4 km² e uma população de 25.035 habitantes (2002).